# Свята дитинства
«Свята дитинства» («Праздники детства») — радянський художній фільм 1981 року, знятий режисерами Юрієм Григор'євим і Ренітою Григор'євою на Кіностудії ім. М. Горького.

## Сюжет
За мотивами автобіографічних оповідань Василя Шукшина. Про дитинство хлопчика з далекого алтайського села, про його сестру і матір, про їхнє драматичне життя в роки 2-ої світової війни.

## У ролях
- Людмила Зайцева — Марія Сергіївна Попова
- Сергій Амосов — Ванька Попов
- Оксана Захарова — Наташка
- Геннадій Воронін — Павло
- Олексій Ванін — Іван Олексійович, голова
- Микола Міхєєв — дід
- Світлана Скрипкіна — Клавдія
- Василь Бровкін — Рудий
- Надія Ядикіна — вчителька
- Юрій Усачов — уповноважений
- Раїса Требух — епізод
- Веніамін Зяблицький — епізод
- Тетяна Юркіна — епізод
- І. Попов — епізод
- І. Клименко — епізод
- А. Шукшина — епізод
- Сергій Зинов'єв — червоноармієць
- Михайло Зубков — гармоніст
- А. Куксін — епізод
- Геннадій Заволокін — гармоніст
- Олександр Заволокін — епізод
- Коля Казанцев — епізод
- Аркадій Холодков — епізод
- Володя Нестеров — епізод
- Володя Зайнагабдінов — епізод
- Світлана Пєшкова — епізод
- Сергій Устинов — епізод
- Петро Устинов — епізод
- Олег Каменєв — епізод
- Григорій Требух — епізод

## Знімальна група
- Режисери — Юрій Григор'єв, Реніта Григор'єва
- Сценаристи — Юрій Григор'єв, Реніта Григор'єва
- Оператор — Микола Пучков
- Композитор — Павло Чекалов
- Художник — Галина Анфілова